# Jessica O. Matthews
Jessica O. Matthews (13 de febrero de 1988) es una inventora nigeriana y americana. Es una de las fundadoras y directora ejecutiva de Uncharted, y creadora de Soccket, un balón de fútbol que transforma energía cinétrica en energía eléctrica. En 2011 fue nombrada una de las 10 mujeres emprendedoras más poderosas por la revista Fortune y en 2015 fue nombrada una de las emprendedoras más prometedoras por la misma revista. En 2012, fue nombrada Científico del Año por la Fundación Harvard para las Relaciones Interculturales y Raciales.

## Biografía
Matthews creció en Poughkeepsie, Nueva York y pasaba los veranos en Nigeria, donde a menudo faltaba la energía eléctrica.
A los 17 años, al atender a la boda de su tía en Nigeria, se sintió frustrada por el olor proveniente de los generadores de diésel y la actitud de sus primos al ignorar el problema a pesar de ser ingenieros calificados.
A los 19 años, mientras cursaba sus estudios universitarios en Harvard, junto con su compañera Julia Silverman inventó Soccket, un balón de fútbol que por una hora de juego almacenaba la energía cinética suficiente para poder alimentar una lámpara de lectura durante tres horas.
A los 22 años fundó Uncharted Play, una compañía dedicada a fabricar juguetes destinados a países en vías de desarrollo capaces de generar energía mientras se utilizan. Más adelante, la compañía se convirtió en Uncharted Power, la cual ha desarrollado tecnología que puede interconectar aplicaciones de energía descentralizadas como energía solar residencial, estaciones de carga de vehículos eléctricos y sensores de IoT en una red sostenible.
Matthews ha pasado a trabajar en proyectos de infraestructura global. Es cofundadora y directora ejecutiva de KDDC, en la que desarrolla un proyecto de energía hidroeléctrica en Nigeria.  En 2021, fue asignada por la Secretaría de Energía de Estados Unidos como parte del Comité Asesor de Electricidad (Electricity Advisory Committee) del Departamento de Energía de Estados Unidos.